# Cantó d'Ormesson-sur-Marne
El cantó d'Ormesson-sur-Marne és un antic dels cantons del departament francès de la Val-de-Marne, a la regió de l'Illa de França. Estava enquadrat al districte de Nogent-sur-Marne i comptava amb 3 municipis i el cap cantonal era Ormesson-sur-Marne.
Va desaparèixer al 2015 i el seu territori es va dividir entre el cantó de Plateau briard i el cantó de Saint-Maur-des-Fossés-2.

## Municipis
- Noiseau
- Ormesson-sur-Marne
- La Queue-en-Brie

## Història
| Data d'elecció                           | Identitat          | Partit           | Qualitat |
| ---------------------------------------- | ------------------ | ---------------- | -------- |
| 1985-1999                                | Olivier d'Ormesson | CNI              |          |
| 1999-                                    | Guy Le Doeuff      | RPR, després UMP |          |
| les dades anteriors no són pas conegudes |                    |                  |          |
|                                          |                    |                  |          |

## Demografia
| A partir de 1990 : Població sense dobles comptes |